# 張祉
張祉（1506年—？），字子受，河南汝寧府光州固始縣人，明朝政治人物。嘉靖戊戌進士，隆慶時官至陝西巡撫。

## 生平
嘉靖十年（1531年）辛卯科河南鄉試第四十二名舉人。嘉靖十七年（1538年）中式戊戌科會試第二百名，登第二甲第八十九名進士。歷官刑部郎中。嘉靖二十八年（1549年）陞山西太原府知府。累官江西按察司僉事。隆慶元年（1567年）四月，陞山東布政使司參議。七月陞副使，整飭青州兵備。八月，陞太常寺少卿。十月，陞都察院右僉都御史，巡撫陝西。任內修西安城墻。

## 家族
曾祖張得山；祖父張英；父張政，母許氏。慈侍下。兄福、禄。

## 參看
- 西安城墻